# 柊優花
柊優花（日语：／ Hiiragi Yuka，5月30日—），日本女性配音員、歌手。出身於京都府。舊藝名為吉岡美咲（日语：／ Yoshioka Misaki），2023年起改以柊優花的名義活動。

## 人物簡介
曾為m&i所屬，2023年1月起為自由身。興趣：音樂鑑賞、攝影。特長：彈鋼琴。暱稱。喜歡月亮和宇宙。與石飛惠里花為同業好友。

## 演出作品
※粗體字表示說明飾演的主要角色。

### 電視動畫
2017年
- 偶像事變（小孩[6]）

2019年
- 荒野的壽飛行隊（安娜[7]）

2020年
- 掠奪者（街上的人）

2023年
- 異世界悠閒農家（莉柯特、莉絲、菈法、菈米）

### 遊戲
2016年
- 8 beat Story♪（神樂月[8]）

2017年
- 幻獸姬（[3]、[9]）
- 緹利亞傳說（シア）[10]
- 塔亰Clanpool（コンパクトスキャナー）[11]

2019年
- 荒野的壽飛行隊 天空的起飛少女！（安娜）

2021年
- 碧藍航線（文琴佐·焦贝蒂）[12]

### 廣播劇CD
- 『月歌。』角色CD 3rd Season 4 桃崎雛「小蒼蘭」（億里檸檬）
- 8 beat story♪廣播劇CDvol.1「出始物語」（神樂月）

### 廣播節目
※記號表示說明網路廣播。
- 吉岡×澤田的Twilight Riot（2018年－現在，YouTube）※[13]

### 網路電視
- （2016年－現在／輪替主持，niconico直播）※[14]
- TV～8/pLanet!! 課外授業行（2016年－現在，niconico直播）[15]
- Twilight Riot（2017年－現在，Live.me（日语：Live.me））[16]

### 數位漫畫
- 人類破。再生。（2019年，常連客 等）
- ！ -私立四輪女子院滅危惧車科-（2020年，旁白[17]）
- 君白杖（2020年）[18]
- （2020年，嬰兒、母親）

### 其它活動
- 溫泉女孩（皆生渚[19]）
- 日和
- 雙島乳業贈禮 在Mili現場的人間操作實驗 動畫（K子·）

## 音樂作品

### 角色歌曲
| 發行日期 | 標題            | 名義       | 曲名                                                           | 商業搭配                        |
| 2016年   | 2016年          | 2016年     | 2016年                                                         | 2016年                          |
| -------- | --------------- | ---------- | -------------------------------------------------------------- | ------------------------------- |
| 6月8日   |                 | 8/pLanet!! | 「」／「君」                                                   | 社群遊戲《8 beat Story♪》主題歌 |
| 10月19日 | Halloween☆Night | 8/pLanet!! | 「Halloween☆Night」／「初」                                    | 社群遊戲《8 beat Story♪》       |
| 11月23日 | BLUE MOON       | 8/pLanet!! | 「BLUE MOON」／「」／「先手必勝」                              | 社群遊戲《8 beat Story♪》       |
| 12月14日 | ♡               | 8/pLanet!! | 「♡」／「Distance」／「絆」                                    | 社群遊戲《8 beat Story♪》       |
| 2017年   |                 |            |                                                                |                                 |
| 4月12日  | DREAMER         | 8/pLanet!! | 「DREAMER」                                                    | 社群遊戲《8 beat Story♪》       |
| 8月30日  | Rooting For You | 8/pLanet!! | 「Rooting For You」／「Tiny little letter」／「Lovely Summer」 | 社群遊戲《8 beat Story♪》       |

## 腳註

## 外部連結
- 官方网站 （日語）
- 柊優花的X（前Twitter） （日語）